# Tommi Nikunen
Tommi Antero Nikunen (* 10. Dezember 1973 in Kouvola) ist ein ehemaliger finnischer Skispringer sowie der ehemalige Trainer der finnischen A-Nationalmannschaft.

## Werdegang
Bis 1993 war Tommi Nikunen als Skispringer im finnischen B-Kader aktiv, allerdings mit wenig Erfolg. Von 1998 bis 2001 trainierte er das B-Team der finnischen Nordischen Kombinierer, von 2001 bis 2002 war er Skisprungtrainer des A-Kaders der Nordischen Kombinierer. Bei den Olympischen Winterspielen 2002 in Salt Lake City gewann sein Schützling Samppa Lajunen 3-mal Gold. 2002 ersetzte Nikunen dann den nach Norwegen wechselnden Mika Kojonkoski und wurde Chefcoach des finnischen Skisprungnationalteams. Auch hier erzielte er viele Erfolge u. a. eine Teamsilbermedaille und eine Einzelsilbermedaille seines Springers Matti Hautamäki bei den Olympischen Winterspielen 2006 in Turin. Außerdem hatte er mit Janne Ahonen den besten Skispringer der letzten Jahre in seinem Kader. Aufgrund seiner Erfolge unterbreitete der finnische Skisprungverband Nikunen Anfang Juni 2006 ein Angebot über weitere zwei Jahre, was dieser, nach längerer Wartezeit, annahm. Nach der Weltmeisterschaft 2007 wurde Nikunen von Harri Olli ob seiner Trainerleistungen kritisiert. Seit der Saison 2007/2008 ist er nicht mehr finnischer Trainer.

## Privat
Tommi Nikunen studierte Sportwissenschaft an der Universität in Jyväskylä.
Am 7. Juli 2007 heiratete Nikunen das finnische Model Miia Lakkisto. Beide trennten sich im Oktober 2012.